# 新昌水

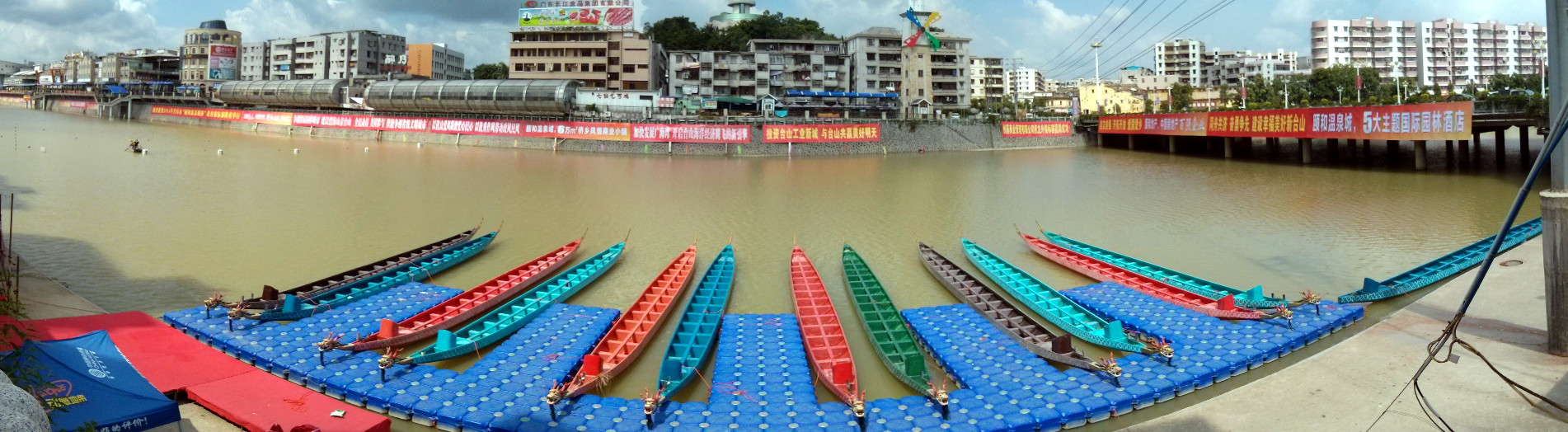
2014年，台山市在台城河上举办的龙舟比赛。

新昌水也称台城河，位于中国广东省中南部，是潭江右岸支流，发源于台山市四九镇东南古兜山主峰狮子头，蜿蜒向西北流经井面潭水库、坂潭水库、上南村、四九圩、台山市区台城街道、白沙镇冲泮村（旧属三八镇）、水步镇密冲村等地，过密冲村后成为台山市和开平市两市界河，过蛟江桥后进入开平市市区南部三埠街道。新昌水干流原在三埠街道获海与东河社区之间汇入潭江，1970年12月，截弯取直，新挖长1.3千米，宽120米的新河段，改在原出口以东2.5千米的簕冲村汇入潭江。新昌水主河长52千米，河床平均比降1.81‰，流域面积576平方千米。年均径流量3.55亿立方米。新昌水植被良好，水质优良，是台山市城区饮用水源之一，经过城区后水质受污水排放影响，污染较重。